# Adam Eckfeldt
John Adam Eckfeldt (15 juin 1769 - 6 février 1852) est un ouvrier et un fonctionnaire des premiers temps de la Monnaie des États-Unis. Philadelphien de longue date, Eckfeldt est le deuxième chef monnayeur de la Monnaie, de 1814 à 1839.
Le père d'Eckfeldt était propriétaire d'une grande forge et a participé aux premières tentatives de frappe de la monnaie américaine. Adam Eckfeldt construit les premières presses de la Monnaie, grave certaines des premières matrices et est responsable de la conception des premières pièces de cuivre américaines, ainsi que de la pièce d'un demi-dime de 1792 (en) que certaines autorités considèrent comme la première pièce de monnaie des États-Unis. Il est nommé assistant monnayeur de la Monnaie en 1796, et devient chef monnayeur à la mort de son prédécesseur en 1814.
Eckfeldt est chef monnayeur pendant un quart de siècle, période durant laquelle la Monnaie de Philadelphie déménage dans de nouveaux locaux. En mettant de côté les pièces peu communes il crée le cabinet des pièces de la Monnaie, qui devient la Collection numismatique nationale. Même après sa retraite en 1839, Eckfeldt continue à exercer les fonctions de chef monnayeur ; son décès en 1852 amène son remplaçant, Franklin Peale, à chercher un assistant.

## Jeunesse
John Adam Eckfeldt naît à Philadelphie le 15 juin 1769. Il est le fils de John Jacob Eckfeldt, un grand fabricant d'outils et d'instruments de bord,. À l'époque, il est courant que les personnes d'origine allemande portent le prénom « John » mais soient désignées par leur second prénom. Jacob Eckfeldt et sa femme Maria Magdalena avaient immigré de Nuremberg, en Bavière, vers 1764. Dans sa grande forge, il fabrique des matrices pour la monnaie de 1783 en vertu des Articles de la Confédération, autorisés par le financier de Philadelphie Robert Morris. Adam est l'apprenti de son père, et devient compétent dans le travail du fer et des machines.

## Créateur de pièces de monnaie et fonctionnaire de la Monnaie

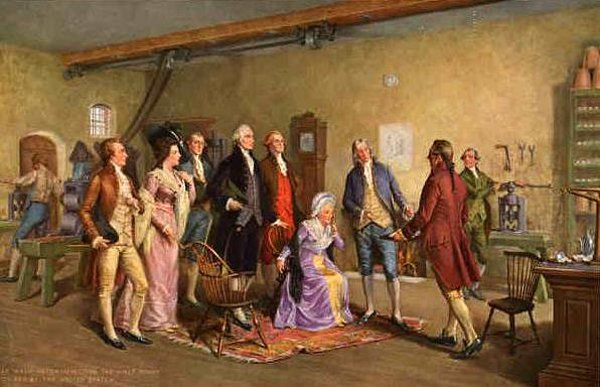
Inspection des premières pièces de monnaie par John Dunsmore. Eckfeldt est habillé en bleu, juste à côté de Martha Washington, assise.

Pendant l'enfance d'Eckfeldt, les treize colonies britanniques situées le long de la côte atlantique de ce qui est aujourd'hui les États-Unis se révoltent, et les États-Unis d'Amérique obtiennent ainsi leur indépendance. Après la ratification de la Constitution des États-Unis, le Congrès et de nombreux bureaux gouvernementaux sont installés à Philadelphie, y compris la Monnaie des États-Unis qui vient d'être créée. Adam Eckfeldt construit la première presse à vis pour la nouvelle installation en 1792, l'année même où le Congrès adopte la loi sur la Monnaie de 1792 autorisant l'établissement d'une Monnaie, et grave l'avers de la matrice pour le cent expérimental (en) de cette année-là. Il construit également construit d'autres machines pour la Monnaie, et aide à superviser les premières frappes de monnaie,.

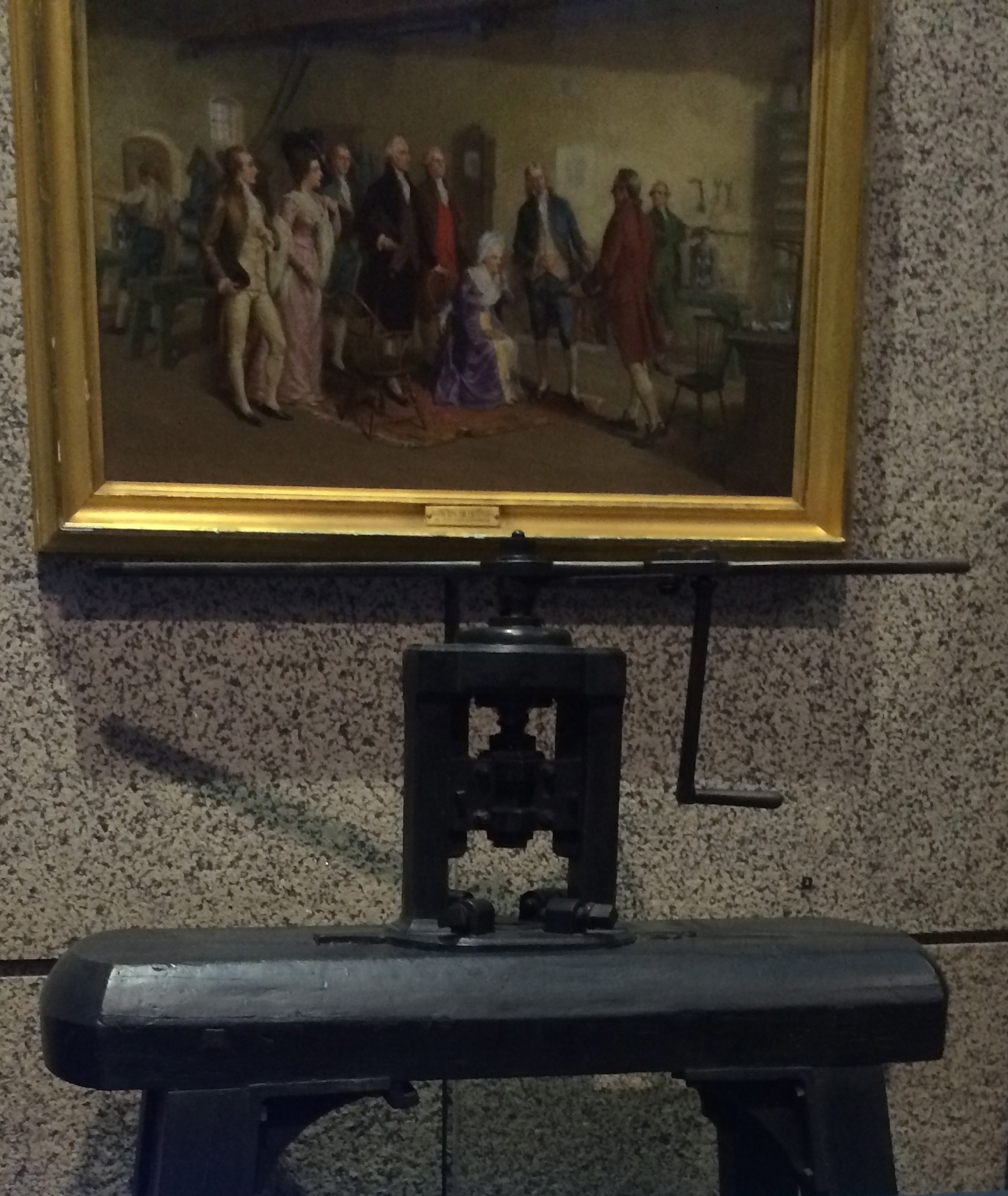
La presse d'Eckfeldt de 1792, exposée sous le tableau de Dunsmore qui le représente.

En 1792, la Monnaie achète trois balances à Eckfeldt, qui lui prête également son tour (utilisé pour les matrices). On pense qu'Eckfeldt fabrique le matriçage à partir duquel le demi-dime de 1792, considéré par certains comme la première pièce de monnaie officielle des États-Unis, a été frappé. En 1829, un visiteur de la Monnaie rencontre Eckfeldt et le décrit plus tard comme « un artiste [qui] a fabriqué la première matrice utilisée ». D'autres récits ultérieurs démontrent le rôle d'Eckfeldt dans cette frappe : une adjudication de 1863 vend un demi-dime prétendument donné par Eckfeldt pour démontrer son travail. Eckfeldt est cité comme source de la tradition selon laquelle les demi-dimes sont frappés à la demande du président George Washington pour être utilisés comme cadeaux. Eckfeldt fait fonctionner sa presse à vis pour frapper quelque 1 500 pièces le 13 juillet 1792. Comme la première Monnaie de Philadelphie est encore en construction à l'époque, ces pièces sont produites dans la cave de John Harper, fabricant de scies, au coin de la sixième rue et de la rue Cherry à Philadelphie,. Dans son message annuel au Congrès à la fin de cette année-là, Washington fait état de la construction en cours d'un bâtiment de la Monnaie et déclare : « Il y a également eu un petit début dans la frappe de demi-dimes, le manque de petites pièces en circulation attirant la plus grande attention sur elles ».

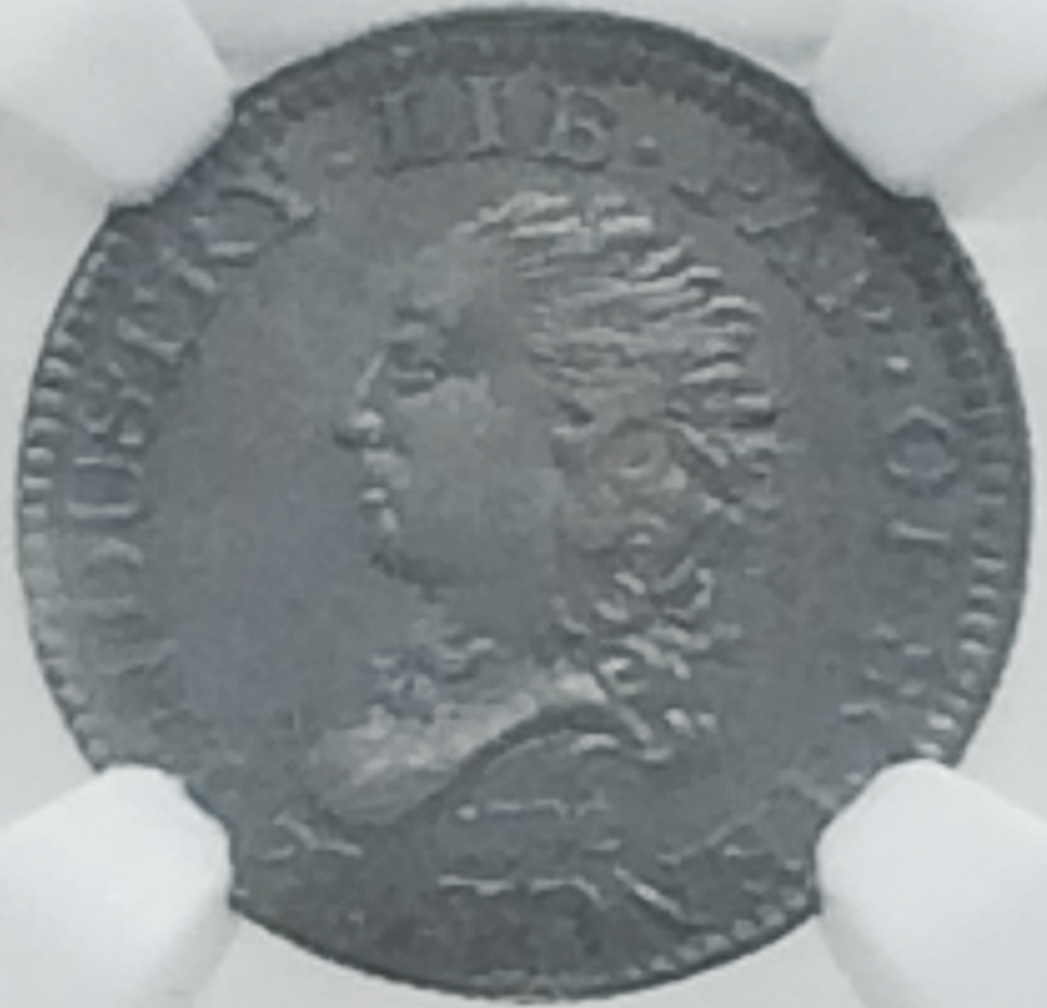
L'avers de la pièce d'un demi-dime de 1792.

Eckfeldt produit également un modèle de dime, dont seuls quelques-uns sont frappés. Lorsque les premiers cents de la Monnaie (produits en 1793) s'avèrent excessivement rudimentaires et s'attirent les foudres du public, Eckfeldt est appelé à concevoir des pièces de rechange. Il place une couronne au revers du cent au lieu de la chaîne originale, et appose un trèfle sous la tête de la Liberté sur l'avers. Il grave également les matrices du premier demi-cent plus tard la même année.
Eckfeldt continue à travailler par intermittence pour la Monnaie de Philadelphie ; en 1793, il construit un dispositif permettant d'introduire automatiquement des flans dans le collier de la matrice et d'éjecter les pièces frappées, et les archives de la Monnaie révèlent qu'il y travaille à la tâche en juillet 1795. En octobre 1795, il est employé par la Monnaie, en tant que forgeron et tourneur de matrices, à un salaire de 500 dollars par an,,. Le 1er janvier 1796, le directeur de la Monnaie, Elias Boudinot, le nomme assistant monnayeur, avec l'accord du président Washington. Ses fonctions à ce titre sont vastes.
En 1805, à la demande de Boudinot, Eckfeldt élimine un problème de sécurité pour la Monnaie en louant deux maisons adjacentes pour ses opérations, lui permettant de fermer une allée interne à l'accès du public. L'année suivante, le nouveau directeur de la Monnaie, Robert Patterson, demande une augmentation de salaire de 200 dollars, pour Eckfeldt, écrivant au président Thomas Jefferson qu'Eckfeldt a « la gestion de tout le département des monnaies ». Lorsque les matrices utilisées se révèlent trop fragiles et se fissurent facilement, Eckfeldt a l'idée de pulvériser de l'eau sur la face de la matrice afin que l'acier se trempe de manière uniforme.
Enfant, l'inventeur George Escol Seller (en) connaît Eckfeldt ; comme le père de Sellers est associé dans une entreprise qui vend des machines au Bureau de la Monnaie, Eckfeldt dîne souvent chez lui. Dans les dernières années du XIXe siècle et de la vie de Sellers, il publie ses mémoires, y compris des souvenirs de la première Monnaie de Philadelphie. Il se souvient qu'en 1812, en regardant par la fenêtre pour voir les pièces de monnaie, Eckfeldt est entré dans la pièce pour arrêter le travail à la fin de la journée. En voyant le jeune Sellers, il le fait entrer et lui fait placer un flan de cent sur la presse et le frappe pour lui. Sellers fait presque fait tomber la pièce parce qu'elle est très chaude, et Eckfeldt lui rappelle qu'elle était froide lorsqu'elle a été placée dans la presse. Eckfeldt lui demande de garder la pièce jusqu'à ce qu'il apprenne pourquoi le cent est devenu chaud, et il pourrait alors le dépenser en bonbons.

## Chef monnayeur

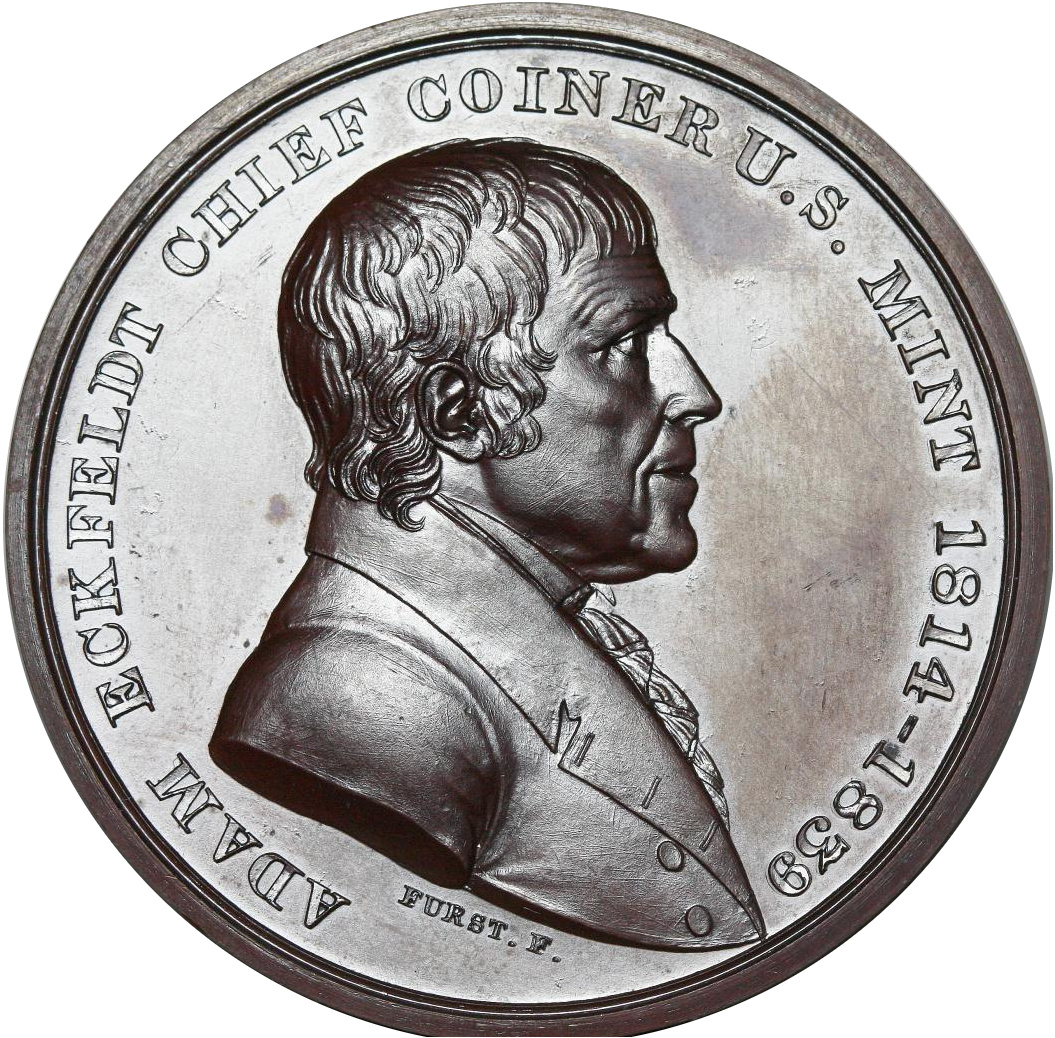
Réplique en argent de la médaille de retraite d'Eckfeldt, par Moritz Fuerst.

À la mort du premier chef monnayeur, Henry Voigt (en), au début de 1814, Eckfeldt est nommé comme successeur par le président James Madison. Il occupe cette fonction pendant un quart de siècle,. Pendant son mandat, il continue à améliorer les machines de la Monnaie.
Eckfeldt met de côté les « pièces maîtresses », c'est-à-dire les pièces frappées avec un soin particulier à l'aide de nouvelles matrices et de flans polis. Il met également de côté d'intéressantes pièces étrangères envoyées à la Monnaie pour être fondues et réutilisées. Ces pièces deviennent le Cabinet de la Monnaie. Pour combler les lacunes de cette collection, il utilise de vieilles matrices pour frapper des pièces postdatées. Les spécialistes découvrent que certaines matrices qu'il a  choisies à cette fin n'ont pas été utilisées ensemble pour frapper des pièces de monnaie destinées au commerce, créant ainsi des spécimens uniques. Parmi les pièces acquises pour la Monnaie figure un doublon de Brasher (en), dont on ne connaît aujourd'hui que six exemplaires. Eckfeldt dépense souvent ses propres fonds pour acquérir les pièces destinées à la Monnaie. La collection évolue finalement pour devenir la Collection numismatique nationale de la Smithsonian Institution.

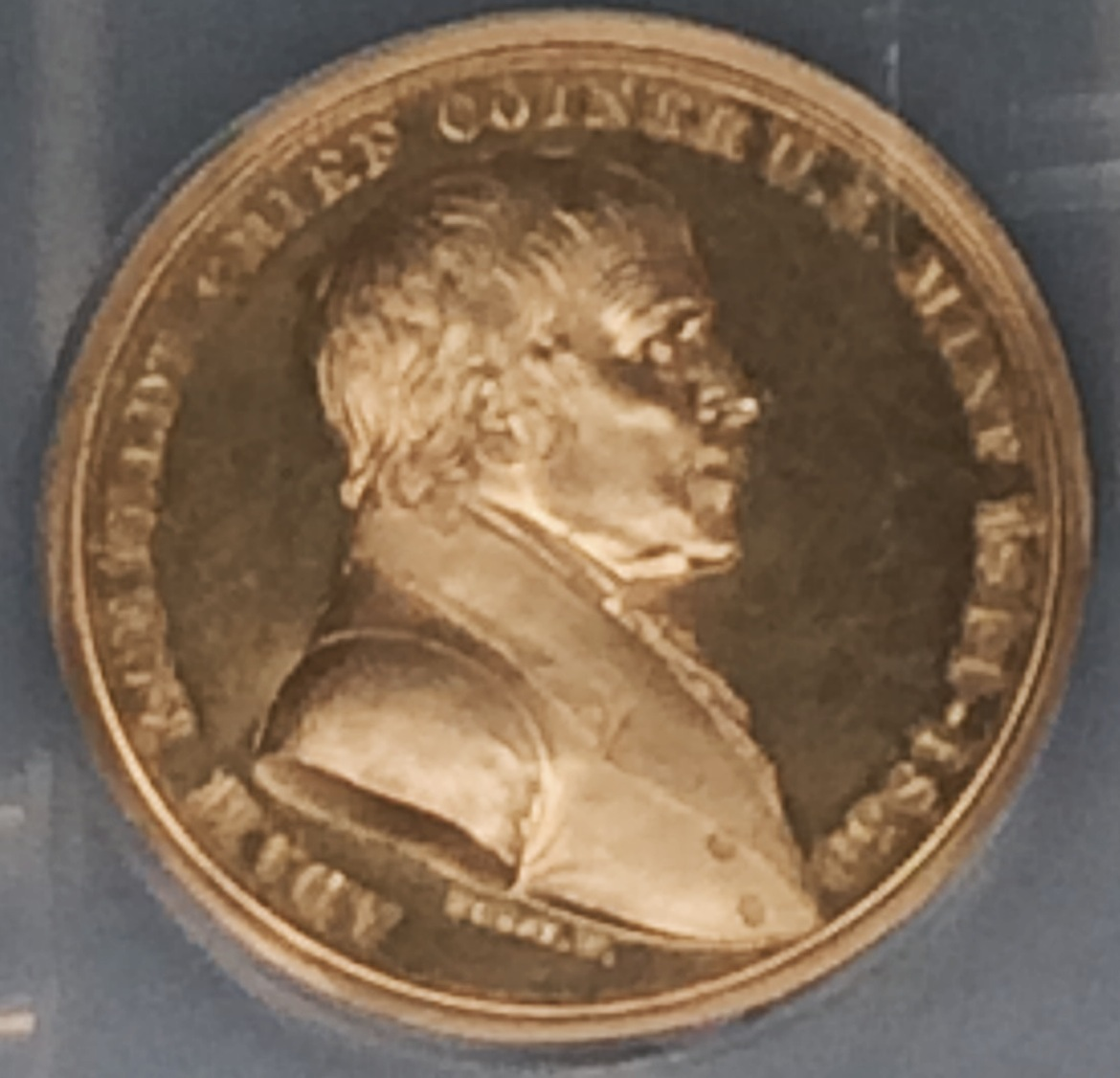
La véritable médaille d'or remise à Eckfeldt en 1839.

En 1833, Franklin Peale, fondeur et raffineur de la Monnaie, est envoyé en tournée dans les Monnaies européennes et revient avec des idées de nouvelles machines et d'innovations, notamment l'introduction de l'énergie à vapeur, utilisée à la Monnaie royale britannique depuis 1810 sur des équipements achetés à la firme Boulton & Watt,. Bien qu'Eckfeldt préfère appliquer la vapeur aux presses à pièces existantes, une nouvelle est construite pour l'énergie à vapeur, et des médailles commémoratives sont les premières pièces frappées à la vapeur à la Monnaie de Philadelphie, au début de 1836.
En 1839, Eckfeldt prend sa retraite après 25 ans en tant que chef monnayeur et plus de 40 ans en tant qu'employé de la Monnaie. Ses collègues de la Monnaie lui remettent une médaille d'or, dont des copies en argent et en bronze sont également frappés. L'avers est dessiné par le graveur Moritz Fuerst de Philadelphie, qui travaille parfois pour la Monnaie ; le revers peut être de Fuerst ou de Peale. Eckfeldt recommande Peale comme son successeur, et celui-ci est nommé. Néanmoins, Eckfeldt continue à exercer les fonctions de chef monnayeur sans rémunération jusqu'à quelques jours avant sa mort, le 6 février 1852,. Après la mort d'Eckfeldt, Peale écrit ce que Taxay appelle une « lettre frénétique » au directeur de la Monnaie, George N. Eckert, pour demander la nomination d'un assistant.

## Vie privée

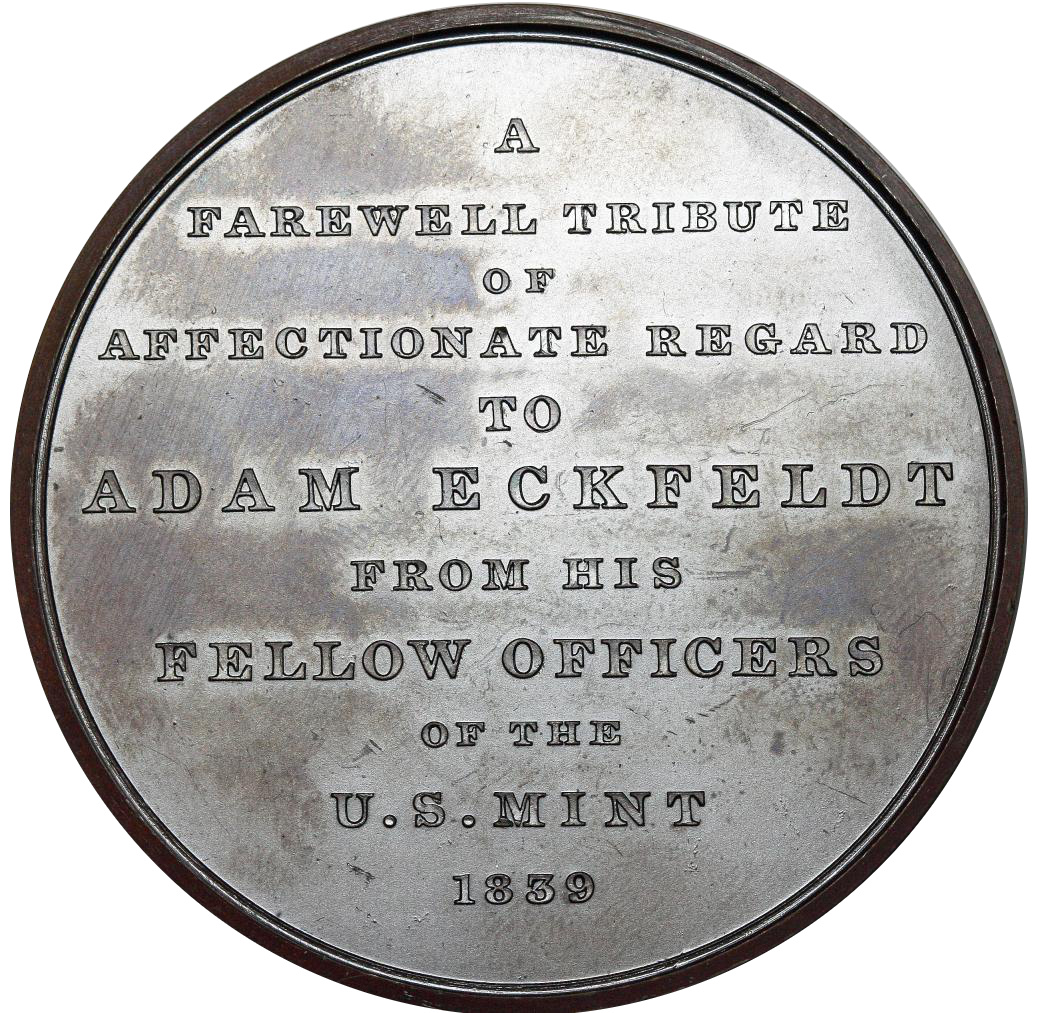
Revers de la médaille pour la retraite d'Eckfeldt.

Eckfeldt s'est marié deux fois. Aucun enfant ne naît de son bref premier mariage avec Maria Hahn en 1792, qui se termine par la mort de celle-ci ; son second mariage avec Margaretta Bausch donne naissance à six enfants. Parmi eux se trouve sa fille Susanna, qui épouse William Ewing DuBois, premier conservateur de la collection de pièces de la Monnaie. Jacob Reese Eckfeldt, l'un des fils d'Adam, est, pendant quarante ans (1832-1872), essayeur de la Monnaie des États-Unis. Le fils de Jacob, Jacob Branch Eckfeldt, surpasse ses deux prédécesseurs en temps de service, travaillant à la Monnaie pendant 64 ans, de 1865 à 1929.

Adam Eckfeldt a le goût de l'horticulture et possède une propriété rurale dans le Upper Darby, en Pennsylvanie, dont ses deux fils héritent après sa mort. Il est le premier président de la Good Will Fire Company, poste qu'il occupe pendant presque toute sa vie d'adulte. Il conçoit un système de leviers pour les voitures de pompiers. Membre de la Loge Concordia no 67 de l'Ordre maçonnique de 1795 à 1806, il est maître de loge en 1803. Un bol à punch en porcelaine chinoise portant son nom et des symboles maçonniques est conservé au Philadelphia Museum of Art. Une notice biographique d'Eckfeldt, publiée en 1897, le décrit :

« C'était un homme qui détenait de nombreuses connaissances sur de nombreux sujets, un génie inventif, et qui a pu apporter d'excellentes améliorations aux procédés de frappe de la monnaie. Il était singulièrement travailleur et énergique, et pour ses qualités sociales et sa droiture, il était universellement respecté, et même aimé par les officiers qui lui étaient associés et par le cercle élargi de ses connaissances. »